# Sławomir Worach
Sławomir Marcin Worach (ur. 2 listopada 1979 w Łodzi) – polski polityk, samorządowiec, poseł na Sejm VI kadencji.

## Życiorys
Ukończył studia na Wydziale Prawa i Administracji Uniwersytetu Łódzkiego. Studiował też zarządzanie, był pracownikiem sądu rejonowego. W 2006 uzyskał mandat radnego łódzkiej rady miasta. Pełnił funkcję przewodniczącego klubu radnych PiS.
W wyborach parlamentarnych w 2007 kandydował do Sejmu z listy Prawa i Sprawiedliwości w okręgu łódzkim, uzyskując 4345 głosów. Mandat posła na Sejm VI kadencji objął 18 grudnia 2009 po śmierci Piotra Krzywickiego. W 2011 nie ubiegał się o reelekcję. W grudniu 2011 inicjatywa polityczna Solidarna Polska powierzyła mu funkcję pełnomocnika w okręgu łódzkim, nie podjął tych obowiązków i nie przystąpił do nowo tworzonej partii.
W 2012 objął funkcję prezesa zarządu Spółdzielni Socjalnej „Communal Service” w Brzezinach. W 2013 został zatrudniony w Miejskim Przedsiębiorstwie Komunikacyjnym – Łódź; był kierownikiem działu szkoleń i zarządzania zasobami ludzkimi, a następnie członkiem zarządu. Później został prezesem Miejskiej Areny Kultury i Sportu, a w 2024 objął stanowisko wiceprezesa Miejskiego Ogrodu Zoologicznego w Łodzi. W tym samym roku został wiceprezesem zarządu spółki Bestgum Polska.